# Wulf Hühn

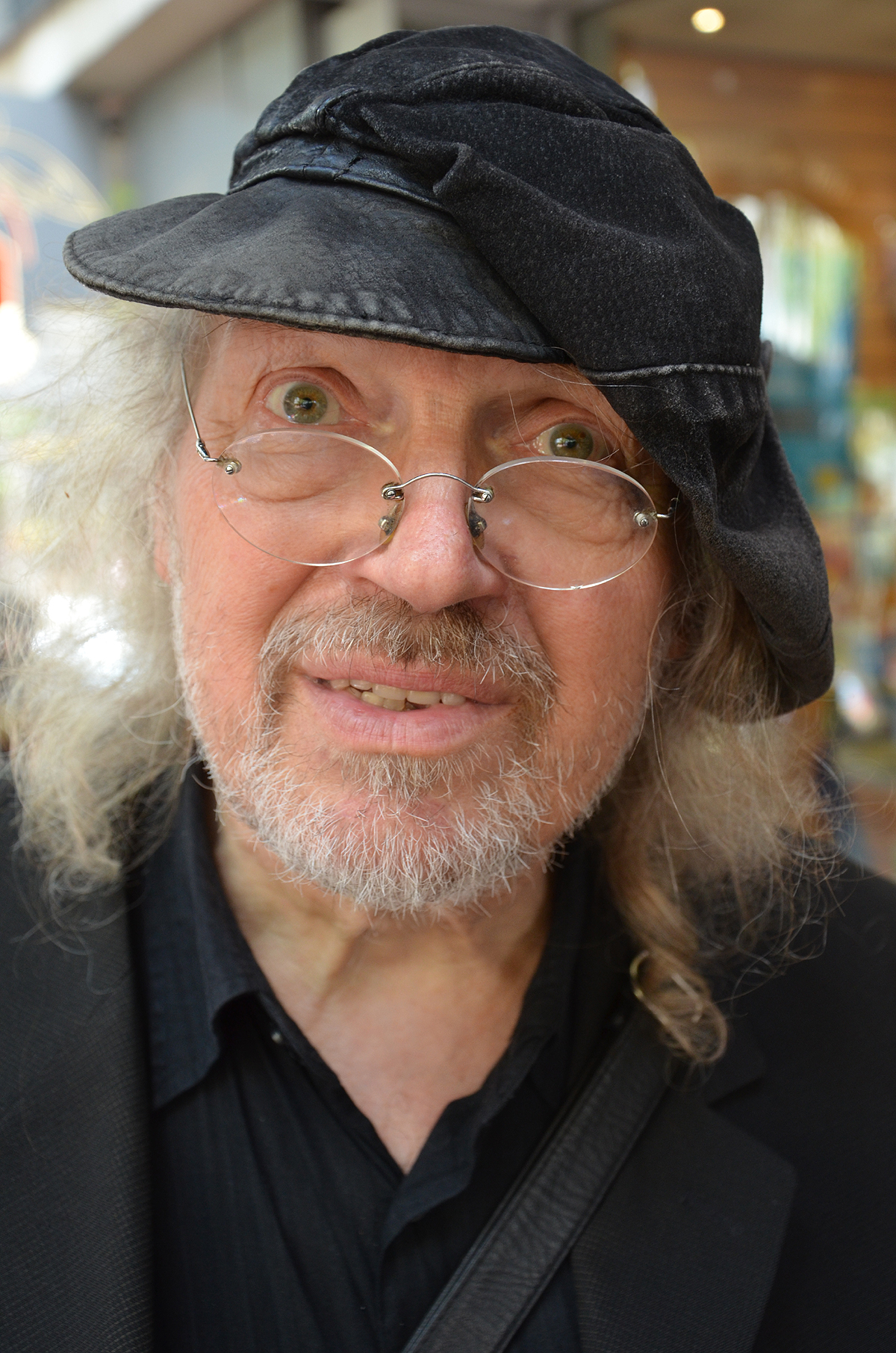
Der Lyriker und Musiker Wulf Hühn 2014 bei einer Lesung vor Leuenhagen & Paris in der Lister Meile

Wulf Dietmar Hühn (* 8. Januar 1943 in Solingen; † 2. Mai 2016 in Hannover) war ein deutscher Autor und Umwelt-Psychologe sowie Komponist, Sänger und Gitarrist.

## Leben
Geboren 1943 zur Zeit des Zweiten Weltkrieges, studierte Wulf Hühn in Münster an der Westfälischen Wilhelms-Universität bis 1971 die Fächer Psychologie, Soziologie und Philosophie.
Nach seiner Tätigkeit als Psychologischer Berater beim Projekt der Deutschen Forschungsgemeinschaft Sozialisation und Umwelt. Jugendliche im sozial-ökologischen Kontext am Deutschen Jugendinstitut in München arbeitete Wulf Hühn von 1976 bis 1979 wissenschaftlicher Tutor in dem Seminar Visualisierung theoretischer Prozesse sowie in einer daraus hervorgegangenen interdisziplinären Arbeitsgruppe am Institut für Soziologie der Universität Münster.
Ebenfalls 1979 erhielt Wulf Hühn den jahrzehntelang andauernden Lehrauftrag Planungsbezogene Psychologie am Fachbereich Landschaftsarchitektur und Umweltentwicklung der damaligen Universität Hannover, arbeitete dort speziell im Bereich Umwelt- und Kunstpsychologie. 1982 bis 1983 war er zudem als psychologischer Mitarbeiter beim Forschungsprojekt Erlebniswirksamkeit von Flurbereinigungsmaßnahmen am Institut für Landschaftspflege und Naturschutz der Universität Hannover tätig.

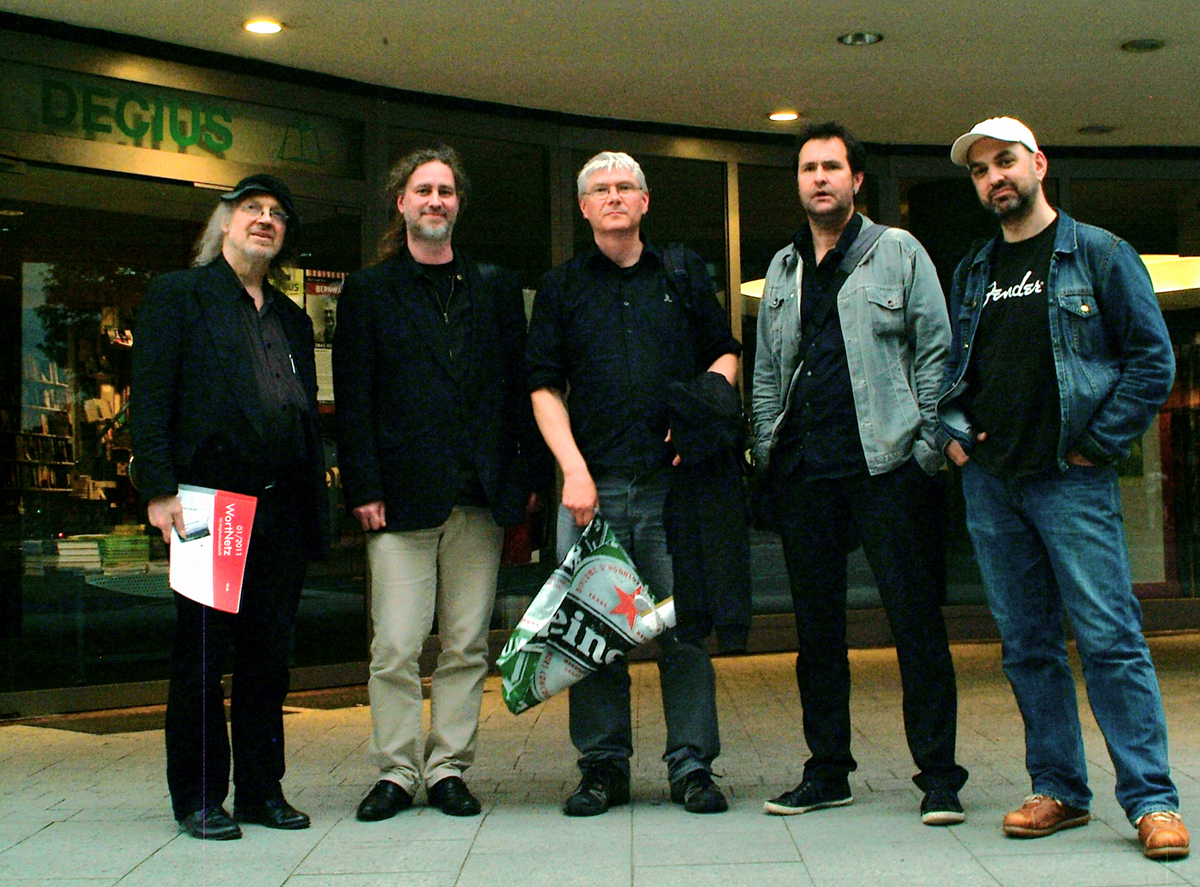
Mit Kollegen 2012 in der Buchhandlung Decius nach einer Gedenkveranstaltung zur Bücherverbrennung in Hannover (v. l.): Wulf Hühn, Marcel Magis, Axel Klingenberg, Kersten Flenter und Hartmut El Kurdi

1984 bis 1987 war Wulf Hühn als Lehrbeauftragter am Fachbereich Sozialwesen der Fachhochschule Münster tätig zum Thema Kulturarbeit im Stadtteil.
Unterdessen hatte Hühn 1984 die Kultur Kooperative Münster gegründet, eine spartenübergreifende Initiative zur Vernetzung der freien Kultur in und um die Stadt Münster. Von Anfang an und bis 1988 war er Geschäftsführer dieser Kooperative und als solcher maßgeblich beim Aufbau des KultUhrladens beteiligt. Zugleich führte Hühn als wissenschaftlicher Mitarbeiter in den Jahren von 1985 bis 1987 das Projekt Förderung kultureller selbstTätigkeit durch Anwaltsplanung durch. Zeitweilig parallel dazu war er von 1986 bis 1990 gewähltes Mitglied im Vorstand der Landesvereinigung für freie Kulturarbeit in Kulturprojekten in Nordrhein-Westfalen. Darüber hinaus plante und leitete Wulf Hühn das Ende 1989 in Münster veranstaltete Auftakttreffen neues deutsches Chanson.

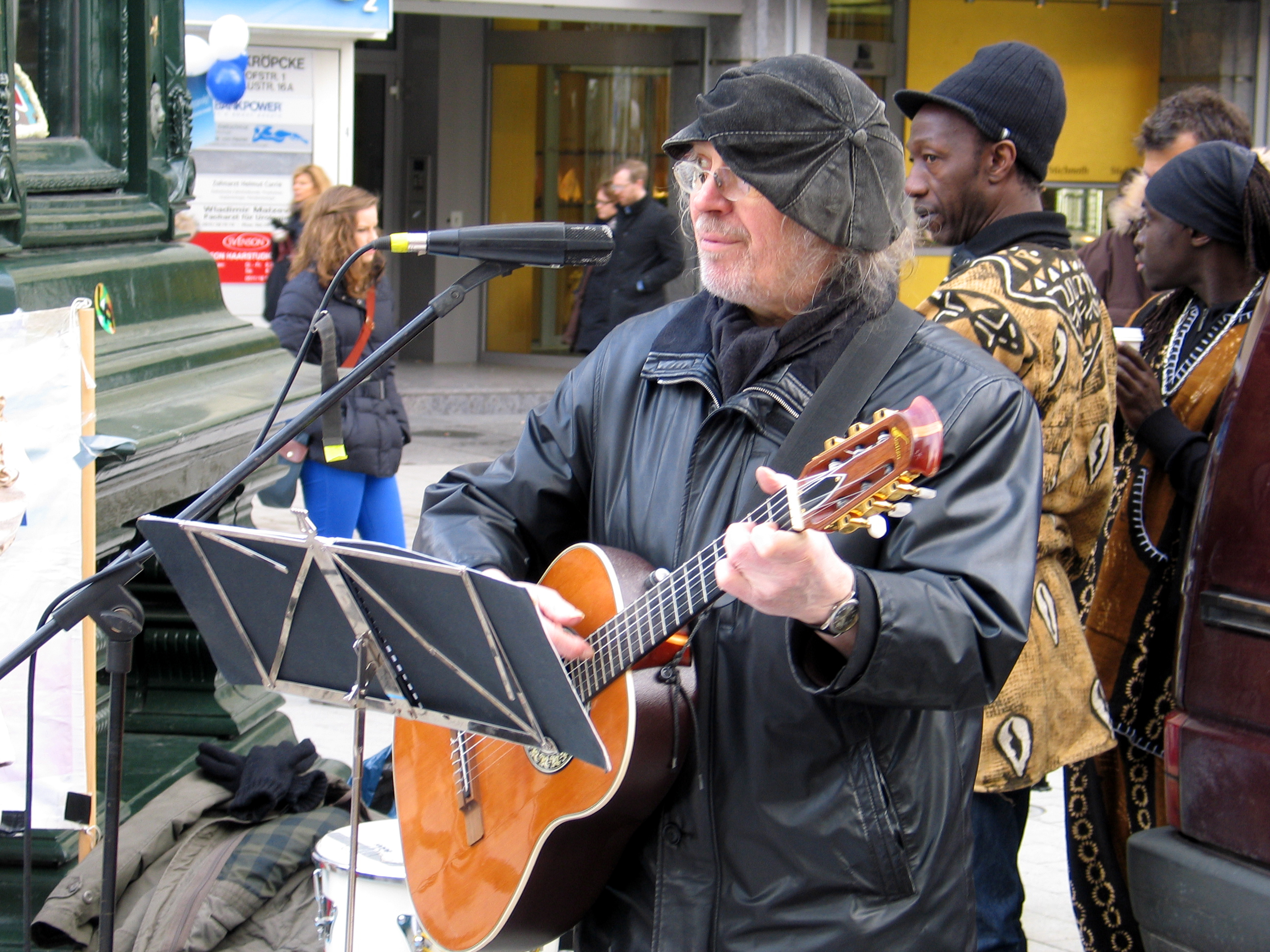
Als Chansonnier mit Gitarre 2013 am Kröpcke während des Ostermarschs

Unterdessen hatte Hühn bereits 1988 am Institut für Architekturplanung (iap) der Universität Hannover den Lehrauftrag Architekturpsychologie erhalten. Wieder in Hannover, war der Dozent dort nicht nur als Musiker und Rezitator auf, sondern war auch zahlreichen künstlerischen Projekten beteiligt.
Ab 1995 organisierte Hühn die Größenwahn Wohnzimmerbühne.
In den Jahren von 1997 bis 2008 leitete und moderierte er das auf Chansons spezialisierte Radioprogramm Flora Motte bei Radio Flora in Hannover. Im Rahmen dieser einstündigen Sendung im monatlichen Turnus stellte er in weit mehr als 100 Sendungen die Biographien verschiedener Chansonniers vor, entwickelte und las er eigene Kurzgeschichten und präsentierte live eigene Chansons.
Neben seinen zahlreichen Tätigkeiten für verschiedene Institute als wissenschaftlicher Mitarbeiter konzipierte Wulf Hühn etwa das international ausgerichtete Kunst- und „Flussgartenprojekt“ am Ufer der Leine in der niedersächsischen Landeshauptstadt. 2004 eröffnete er im Rahmen seines Studienseminars Planungsbezogene Psychologie den von ihm ebenfalls für das Leineufer konzipierten chinesischen Textgarten.
2002 war Hühn maßgeblicher Begründer und von Anfang an Erster Vorsitzender des Vereins Querkunst Hannover e. V., der sich die Förderung der freien Kultur in der Region Hannover zum Ziel gesetzt hatte mittels spartenübergreifender Vernetzung von kulturellen Veranstaltungen wie Musik, Literatur, Bildende Kunst, Tanz und Theater sowie Kabarett und Medien.
2008 trat Hühn dem Hannoverschen Künstlerverein bei.
2010 wurde Hühn in den Vorstand des Verbands deutscher Schriftstellerinnen und Schriftsteller (VS) in Niedersachsen gewählt.
Hühns literarische Schwerpunkte lagen in den Bereichen Lyrik, Chanson, Essay und Kurzgeschichte. Zuletzt wohnte er in der von Siegfried Neuenhausen und anderen gestalteten Bertramstraße unter der Hausnummer 4a in Hannover-Hainholz, zugleich Sitz des Künstlervereins Kornbrennerei e. V.
Ein Nachruf in der Hannoverschen Allgemeinen Zeitung enthielt ein Zitat aus dem Werk des Poeten:

„… und das leben ist so klar

tausend wunder werden wahr

nur wer schwach sein kann

und kind

hat wirklich mut …“

Traueranzeigen zum Tode Hühns wurden beispielsweise in den Westfälischen Nachrichten mit Kondolenzen von Kollegen wie Joachim Hetscher, Manfred Kehr, Uli Preuss, Ernie Rissmann und Ulla Struck-Gerlach veröffentlicht. Durch Blätter der Verlagsgesellschaft Madsack wie etwa der Hannoverschen Allgemeinen Zeitung kondolierten „einem liebenswerten Menschen“ der Verein Querkunst e. V., Radio Flora Freundeskreis, die Gruppe Poesie, der Deutsche Autoren-Verband, der Hannoversche Künstlerverein, ver.di, Verband Deutscher Schriftsteller Niedersachsen/Bremen, Diether Dehm, Kulturkreis Die Schaufel, das Kulturbüro Hannover und andere.
Hühn wurde im Familienkreis in Herxheim bei Landau/Pfalz in einer Urne beigesetzt.

## Gedächtnisfeier

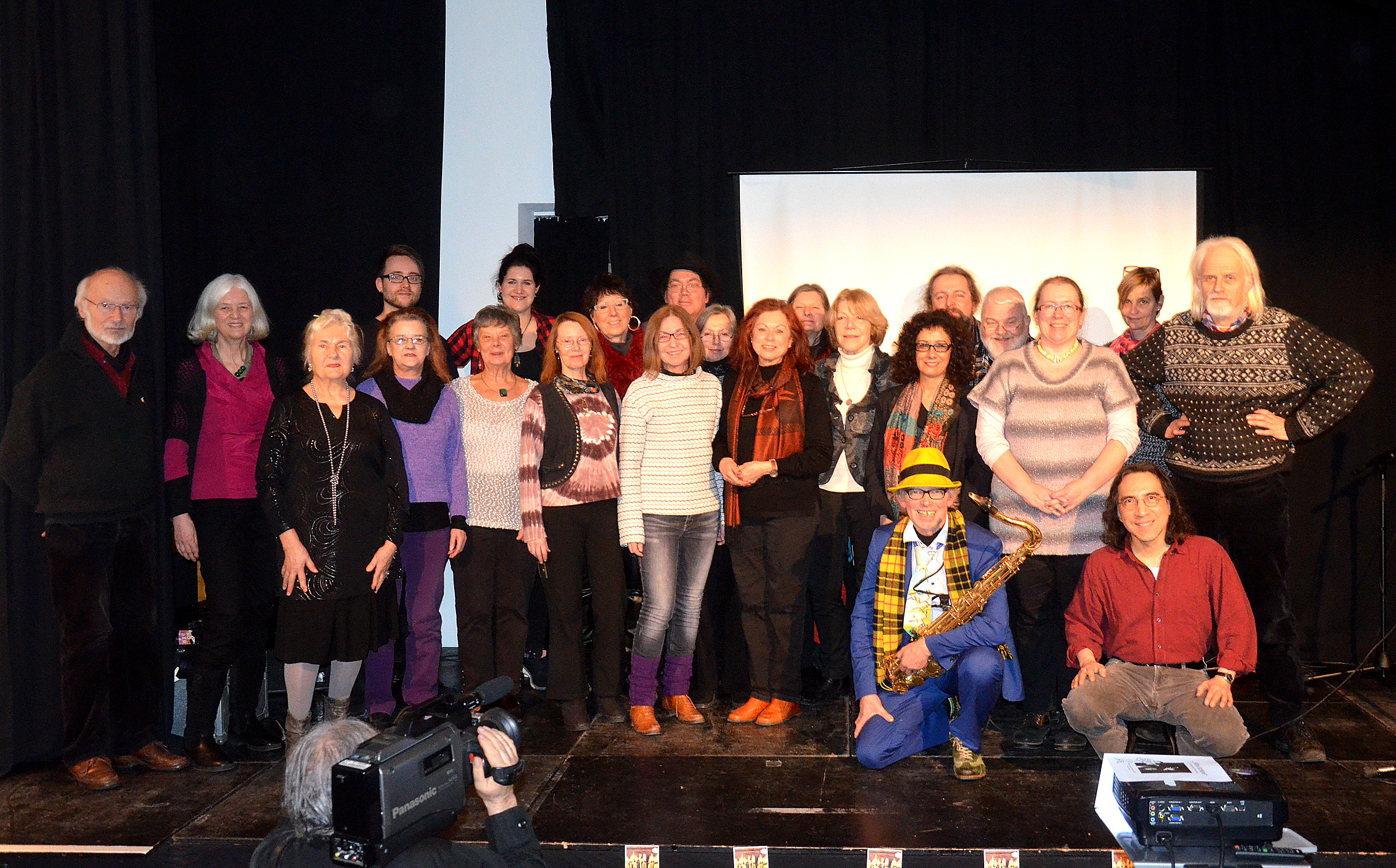
Gruppenbild mit Freunden, Kollegen, Mitstreitern und Weggefährten posthum zum 74. Geburtstag des Chansonniers im Stadtteilzentrum Nordstadt Bürgerschule

Posthum und zum 74. Geburtstag Wulf Hühns veranstaltete das Stadtteilzentrum Nordstadt Bürgerschule in seinem Bühnensaal gemeinsam mit dem Kulturbüro der Landeshauptstadt Hannover am 8. Januar 2017 die Gedächtnisfeier „Alles Schöne“ zu Ehren des Künstlers. Dabei traten zahlreiche Kollegen, Mitstreiter und Weggefährten mit Lesungen, Musik und anderen Darbietungen auf der Bühne auf.

## Auszeichnungen
- 1996 wurde Wulf Hühn für das Textdichterseminar im Auftrag der GEMA-Stiftung ausgewählt.[1]

## Werke (Auswahl)
Musikstücke und Lyrik:
- Wulf Hühn (Konzept, Produktion): Monsterland, Langspielplatte mit 12 Chansons von Singer-Songwritern aus Münster/Westfalen, darunter zwei Titel von Wulf Hühn, Münster: Eigenverlag, 1989
- Worte nur ein Weilchen - oder: Hühns satilyrische Gärten, Compact Disc mit 12 Chansons Hühns, Gestaltung durch Inge-Rose Lippok. Berlin: Nebelhorn Musik, 1995
  - Worte nur ein Weilchen oder Hühns satilyrische Gärten (= Nebelhorn, Nr. 29), Texte, zwölf Kompositionen und Musik von Wulf Hühn, Compact Disc mit Beilage, Berlin: Stefan Körbel, 1997
- Blautorium, CD mit Lyrik von Frauke Baldrich-Brümmer, Musik von Wulf Hühn und Gestaltung von Inge-Rose Lippok, Hannover: a.i.r.e.-music, 2003
- Aus der Halunkenpostille, CD, Wulf Hühn rezitiert Fritz Graßhoff. Musik komponiert von Wulf Hühn. Hannover: a.i.r.e.-music, 2005
- Hexenwetter, CD mit Chansons, Texten und Musik von & mit Wulf Hühn (Gesang, Rezitation, Gitarre, Keyboard, Tontechnik). Hannover: a.i.r.e.-music, 2006

Schriften (Auswahl):
- Manfred Asseburg, Wulf Hühn, Hans-Hermann Wöbse: Landschaftsbild und Flurbereinigung. Die Veränderung des Erlebniswertes ausgewählter Landschaftsräume Niedersachsens durch landwirtschaftliche Maßnahmen und Vorschläge für seine Steigerung im Rahmen von Flurbereinigungsverfahren, 218 Seiten, illustriert, Hannover: Institut für Landschaftspflege und Naturschutz, Hannover: Universität Hannover, 1985, ISBN 3-923285-01-9
- In flagranti, Beilage in der Zeitschrift flagranti. Salonpostille für Literatur und Musik …, Gemeinschaftsprojekt der AWO-Lyrikgruppe Hannover, Größenwahn Wohnzimmerbühne, Gruppe Poesie, Interessentenkreis Hauslesung, Schreibwerkstatt Hainholz und einzelnen Autor-innen, Nr. 2.2001